# Mistrovství světa v boxu žen 2022
XII. mistrovství světa v boxu žen proběhlo v Istanbulu, Turecko ve dnech 9. až 20. května 2022. Organizátorem turnaje mistrovství světa byla International Boxing Association (AIBA).

## Česká stopa
Česko nemělo na tomto mistrovství světa zastoupení.

## Výsledky
| Ženy   | Zlato                      | Stříbro                      | Bronz                           | Bronz                      |
| ------ | -------------------------- | ---------------------------- | ------------------------------- | -------------------------- |
| –48 kg | Ayşe Çağırırová (TUR)      | Alua Balkybekovová (KAZ)     | Aldana Lópezová (ARG)           | Sevda Asenovová (BUL)      |
| –50 kg | Busenaz Çakıroğluová (TUR) | Ingrit Valenciaová (COL)     | Laura Fuertesová (ESP)          | Aziza Yokubovová (UZB)     |
| –52 kg | Nikhat Zareenová (IND)     | Jutamas Jitpongová (THA)     | Caroline Almeidaová (BRA)       | Džajna Šekerbekovová (KAZ) |
| –54 kg | Hatice Akbaşová (TUR)      | Lăcrămioara Perijocová (ROU) | Preedakamon Tintabthaiová (THA) | Dina Džolamanová (KAZ)     |
| –57 kg | Lin Jü-tching (TPE)        | Irma Testaová (ITA)          | Karina Ibragimovová (KAZ)       | Manisha Mounová (IND)      |
| –60 kg | Rashida Ellisová (USA)     | Beatriz Ferreiraová (BRA)    | Donjeta Sadikuová (KOS)         | Alessia Mesianová (ITA)    |
| –63 kg | Amy Broadhurstová (IRL)    | Ímán Chalífová (ALG)         | Parveen Hoodaová (IND)          | Chelsey Heijnenová (NED)   |
| –66 kg | Busenaz Sürmeneliová (TUR) | Charlie Cavanaghová (CAN)    | Janjaem Suwannaphengová (THA)   | Išrak Šájibová (ALG)       |
| –70 kg | Lisa O'Rourkeová (IRL)     | Alcinda Panguanaová (MOZ)    | Sema Çalışkanová (TUR)          | Valentina Chalzovová (KAZ) |
| –75 kg | Tammara Thibeaultová (CAN) | Atheyna Bylonová (PAN)       | Rady Gramaneová (MOZ)           | Davina Michelová (FRA)     |
| –81 kg | Gabrielė Stonkusová (LTU)  | Oliwia Toboreková (POL)      | Elif Güneriová (TUR)            | Jessica Bagleyová (AUS)    |
| +81 kg | Şennur Demirová (TUR)      | Chadídža al-Mardíová (MAR)   | Lidia Fidurová (POL)            | Mohira Abdullayevová (UZB) |

## Medailová bilance
V boxu se rozdělilo celkem 12 sad medailí.
| Pořadí | Stát                   |       | Muži    | Muži  | Muži | Celkem |
| Pořadí | Stát                   | Zlato | Stříbro | Bronz |      | Celkem |
| ------ | ---------------------- | ----- | ------- | ----- | ---- | ------ |
| 1.     | Turecko (TUR)          |       | 5       | 0     | 2    | 7      |
| 2.     | Irsko (IRL)            |       | 2       | 0     | 0    | 2      |
| 3.     | Kanada (CAN)           |       | 1       | 1     | 0    | 2      |
| 4.     | Indie (IND)            |       | 1       | 0     | 2    | 3      |
| 5.     | Čínská Tchaj-pej (TPE) |       | 1       | 0     | 0    | 1      |
| 5.     | Litva (LTU)            |       | 1       | 0     | 0    | 1      |
| 5.     | USA (USA)              |       | 1       | 0     | 0    | 1      |
| 8.     | Kazachstán (KAZ)       |       | 0       | 1     | 4    | 5      |
| 9.     | Thajsko (THA)          |       | 0       | 1     | 2    | 3      |
| 10.    | Alžírsko (ALG)         |       | 0       | 1     | 1    | 2      |
| 10.    | Brazílie (BRA)         |       | 0       | 1     | 1    | 2      |
| 10.    | Itálie (ITA)           |       | 0       | 1     | 1    | 2      |
| 10.    | Mosambik (MOZ)         |       | 0       | 1     | 1    | 2      |
| 10.    | Polsko (POL)           |       | 0       | 1     | 1    | 2      |
| 15.    | Kolumbie (COL)         |       | 0       | 1     | 0    | 1      |
| 15.    | Maroko (MAR)           |       | 0       | 1     | 0    | 1      |
| 15.    | Panama (PAN)           |       | 0       | 1     | 0    | 1      |
| 15.    | Rumunsko (ROU)         |       | 0       | 1     | 0    | 1      |
| 19.    | Uzbekistán (UZB)       |       | 0       | 0     | 2    | 2      |
| 20.    | Argentina (ARG)        |       | 0       | 0     | 1    | 1      |
| 20.    | Austrálie (AUS)        |       | 0       | 0     | 1    | 1      |
| 20.    | Bulharsko (BUL)        |       | 0       | 0     | 1    | 1      |
| 20.    | Francie (FRA)          |       | 0       | 0     | 1    | 1      |
| 20.    | Kosovo (KOS)           |       | 0       | 0     | 1    | 1      |
| 20.    | Nizozemsko (NED)       |       | 0       | 0     | 1    | 1      |
| 20.    | Španělsko (ESP)        |       | 0       | 0     | 1    | 1      |
| Celkem | Celkem                 |       | 12      | 12    | 24   | 48     |